# James E. Webb (Tontechniker)
James Edward Webb, Jr. (* 20. Jahrhundert) ist ein US-amerikanischer Tontechniker, der 1977 mit  einem Oscar für den Film Die Unbestechlichen ausgezeichnet wurde. 1980 wurde er für seine Arbeit an dem Film The Rose für einen Oscar nominiert.

## Leben
Webb startete seine Karriere 1971 im Soundteam der Dokumentation Mad Dogs & Englishmen, einem Konzertfilm über den britischen Blues-/Rocksänger Joe Cocker. Im selben Jahr war er auch an dem Dokumentarfilm Soul to Soul beteiligt, der ein Konzert amerikanischer Rhythm-and-Blues-, Soul-, Jazz- und Rockmusiker in Accra, Ghana begleitete. Elvis On Tour (1972) war eine weitere Arbeit Webbs im Soundbereich. Die Dokumentation, die sich dem „King of Rock ’n’ Roll“ Elvis Presley widmete, wurde mit einem Golden Globe Award ausgezeichnet. Für die Milieustudie Nashville über die US-amerikanische Country-Musik-Szene unter der Regie von Robert Altman, wurde er 1976 zusammen mit William A. Sawyer, Chris McLaughlin und Richard Portman in der Kategorie Bester Ton mit einem BAFTA Film Award geehrt. Mit Robert Altman arbeitete Webb mehrfach zusammen. 2006 war er an den Video-Dokumentationen A Wedding: Altman Style und Perspective on Altman’s Perfect Couple’ beteiligt.
1977 wurde Webb zusammen mit Rick Alexander, Les Fresholtz und Arthur Piantadosi mit einem Oscar ausgezeichnet in der Kategorie Bester Ton für den Politthriller Die Unbestechlichen mit Dustin Hoffman und Robert Redford in den Hauptrollen. Webb wurde außerdem zusammen mit Milton C. Burrow, Les Fresholtz, Arthur Piantadosi und Rick Alexander in der Kategorie Bester Ton für einen BAFTA Film Award nominiert. 
1980 erhielt Webb zusammen mit Theodore Soderberg, Douglas O. Williams und Paul Wells eine Nominierung in der Kategorie Bester Ton für den Musikfilm The Rose mit Bette Midler und Alan Bates in den Hauptrollen. Auch für diesen Film erhielt Webb zusammen mit Robert Knudson, Robert J. Glass und Don Digirolamo eine Nominierung für den BAFTA Award in der Kategorie Bester Ton. 
An dem amerikanischen Filmdrama Die Outsider (1983), dessen Handlung auf dem gleichnamigen Roman von Susan E. Hinton beruht, und den der Regisseur Francis Ford Coppola einmal als ein Vom Winde verweht für 14-jährige Mädchen bezeichnet hat, war Webb ebenfalls beteiligt. 1989 wirkte Webb an Garry Marshalls Liebeskomödie Pretty Woman mit, die in den deutschen Kinos der meistgesehene Film im Jahr 1990 war. Beteiligt war Webb auch an der Comicverfilmung Dick Tracy (1990) von und mit Warren Beatty, die zahlreiche Auszeichnungen erfuhr.
Die Internet Movie Database listet 65 Filme, an denen Webb mitwirkte, als letztgenannten den Science-Fiction-Thriller Supernova aus dem Jahr 2000. 2001 wurde Webb mit dem Cinema Audio Society Career Achievement Award, einer Auszeichnung fürs Lebenswerk, geehrt.

## Filmografie (Auswahl)
- 1971: Mad Dogs & Englishmen (Dokumentation)
- 1971: Soul to Soul (Dokumentation)
- 1972: Elvis On Tour (Dokumentation)
- 1973: Total verrockt und -rollt (Dokumentation)
- 1974: California Split
- 1975: Nashville
- 1976: Die Unbestechlichen
- 1976: Buffalo Bill und die Indianer (Buffalo Bill and the Indians, or Sitting Bull’s History Lesson)
- 1977: Ein anderer Mann, eine andere Frau (Un autre homme, une autre chance)
- 1978: Stunde der Bewährung (Straight Time)
- 1978: Eine Hochzeit (A Wedding)
- 1979: The Rose
- 1980: Long Riders (The Long Riders)
- 1981: Einer mit Herz (One from the Heart)
- 1981: Fesseln der Macht (True Confessions)
- 1982: Katzenmenschen (Cat People)
- 1982: Hammett
- 1983: Die Outsider (The Outsiders)
- 1983: Flashdance
- 1984: Straßen in Flammen (Streets of Fire)
- 1985: Zum Teufel mit den Kohlen (Brewster's Millions)
- 1986: Zoff in Beverly Hills (Down and Out in Beverly Hills)
- 1986: Staatsanwälte küßt man nicht (Legal Eagles)
- 1988: Action Jackson
- 1988: Milagro – Der Krieg im Bohnenfeld (The Milagro Beanfield War)
- 1988: Colors – Farben der Gewalt (Colors)
- 1988: Mond über Parador (Moon Over Parador)
- 1988: Chucky – Die Mörderpuppe (Child’s Play)
- 1990: Pretty Woman
- 1990: Dick Tracy
- 1991: L.A. Story
- 1993: Sister Act 2 – In göttlicher Mission (Sister Act 2: Back in the Habit)
- 1994: China Moon
- 1995: T-Rex (Theodore Rex)
- 1996: Eddie
- 1997: Tango gefällig? (Out to Sea)
- 1998: Jagabongo – Eine schrecklich nette Urwaldfamilie (Krippendorf’s Tribe)
- 1999: The Limey
- 2000: Supernova

## Auszeichnungen
- 1976: Gewinner des BAFTA Film Award mit Nashville
- 1977: Nominierung des BAFA Film Award mit Die Unbestechlichen
- 1977: Gewinn des Oscars für Die Unbestechlichen
- 1980: Nominierung für den Oscar mit The Rose
- 1981: Nominierung für den BAFTA Film Award mit The Rose
- 1984: Nominierung für den BAFTA Film Award mit Flashdance
- 2001: Gewinner des Cinema Audio Society Career Achievement Award